# 贝叶棕族
贝叶棕族（学名：Corypheae）是棕榈目棕榈科贝叶棕亚科裡的一个族。花两性或杂性异株，花序由几个或多个佛焰苞近完全包着或仅花序梗被包着；叶掌状分裂，内向折叠或外向折叠，无刺状叶。

## 分类
- 亚族: 贝叶棕亚族（Coryphinae）
  - 属: 琼棕属（Chuniophoenix） - 贝叶棕属（Corypha） - 泰国棕属（Kerriodoxa） - 中东矮棕属(Nannorrhops)
- 亚族: 蒲葵亚族（Livistoninae）
  - 属: 沼地棕属(Acoelorrhaphe) - 岩榈属（Brahea） - 瓶棕属（Colpothrinax） - 蜡棕属（Copernicia） - 菱叶棕属（Johannesteijsmannia） - 轴榈属（Licuala） - 蒲葵属（Livistona） - 菱叶棕属（Pholidocarpus） - 太平洋棕属（Pritchardia） - 脊果棕属（Pritchardiopsis） - 锯齿棕属（Serenoa） - 丝葵属（Washingtonia）
- 亚族: 菜棕亚族（Sabalinae）
  - 属: 菜棕属（Sabal）
- 亚族: 三齿棕亚族（Thrinacinae）
  - 属: 欧洲矮棕属（Chamaerops） - 龟果榈属（Chelyocarpus） - 银叶棕属（Coccothrinax） - 叉刺棕属（Cryosophila） - 石山棕属（Guihaia） - 银叶榈属（Itaya） - 隐药棕属（Maxburretia） - 棘叶榈属（Rhapidophyllum） - 棕竹属（Rhapis） - 单雌棕属（Schippia） - 白果棕属（Thrinax） - 棕榈属（Trachycarpus） - 长刺棕属（Trithrinax） - 海地棕属（Zombia）